# Siikavaara (kulle i Lappland, Tunturi-Lappi, lat 68,58, long 23,43)
Siikavaara är en kulle i Finland. Den ligger i Enontekis kommun i landskapet Lappland, i den norra delen av landet, 900 km norr om huvudstaden Helsingfors och 10 km från gränsen mellan Finland och Norge. Toppen på Siikavaara är 370 meter över havet.
Terrängen runt Siikavaara är platt.  Trakten runt Siikavaara är nära nog obefolkad, med mindre än två invånare per kvadratkilometer. Omgivningarna runt Siikavaara är i huvudsak ett öppet busklandskap.